# Логинов, Валерий Александрович
Вале́рий Алекса́ндрович Ло́гинов (род. 13 декабря 1955, Сызрань, Куйбышевская область) — российский шахматист, гроссмейстер (1991), тренер.

## Биография
Окончил Ленинградский технологический институт целлюлозно-бумажной промышленности. Мастер спорта СССР с 1978 года.
Три раза выигрывал первенство Узбекской ССР. Был участником многих чемпионатов Санкт-Петербурга, трижды (2000, 2004 и 2005) становился чемпионом города. С 1989 года международный мастер, в 1991 получает гроссмейстерский титул.
В составе команды Узбекистана дважды выступил на Всемирной шахматной олимпиаде, в 1992 стал серебряным призёром. Занял 2-e место в мемориалах Ходжаева (1980, 1983). На международных соревнованиях: Берлин (1988) — 1—3-е; Стара-Загора «Б» (1989) — 1—2-е; Будапешт (1991) — 1-е; фестиваль «Белые ночи» Санкт-Петербурга (1999) — 1-е места. Неоднократно побеждал в турнирах из серии First Saturday в Будапеште.
Работает старшим тренером СДЮСШОР ШШ Санкт-Петербурга. Заместитель председателя тренерского совета Санкт-Петербургской шахматной федерации.
В 2022 году стал чемпионом России по блицу среди ветеранов.

## Изменения рейтинга
| Графики недоступны из-за технических проблем. См. информацию на Фабрикаторе и на mediawiki.org. |